# Ізвоареле (Констанца)
Ізвоареле (рум. Izvoarele) — село у повіті Констанца в Румунії. Входить до складу комуни Ліпніца.
Село розташоване на відстані 118 км на схід від Бухареста, 87 км на захід від Констанци, 145 км на південь від Галаца.

## Населення
За даними перепису населення 2002 року у селі проживали 162 особи, усі — румуни. Усі жителі села рідною мовою назвали румунську.